# Sonic & Knuckles
Sonic & Knuckles (ソニック&ナックルズ Sonikku & Nakkuruzu?,  también abreviado como S&K) es un videojuego de plataformas de la serie de Sonic the Hedgehog, hecho por Sega, originalmente para la Mega Drive/Genesis, y lanzado al mercado en 1994 protagonizado por Sonic the Hedgehog. Es la continuación inmediata de Sonic the Hedgehog 3, que había salido a la venta anteriormente, en el mismo año. También fue el primer y único juego de Mega Drive/Genesis en usar tecnología "Lock-On", que, a través de una segunda ranura en la parte superior, incorporada en el propio cartucho, permitía la conexión de un segundo, ante el cual reaccionaba, pudiendo "completarlo" o parchear su código, o bien saltando a una sección del código distinta de la habituada. Al conectar el cartucho de Sonic 3 sobre el cartucho de Sonic & Knuckles aparecía un videojuego más completo, llamado Sonic 3 & Knuckles. Sonic & Knuckles fue uno de los primeros juegos de Sega Mega Drive/Genesis que inicialmente se vendieron empacados en cartón. La mayoría de los juegos de Mega Drive venían en cajas plásticas, pero más adelante, cajas de cartón más baratas reemplazaron a las anteriores.

## Historia
La gigantesca fortaleza de Eggman (llamado Dr. Robotnik fuera de Japón antes de Sonic Adventure), el Death Egg, iba a escapar hacia el espacio; pero Sonic hizo que volviera a caer y se estrelló de nuevo contra la isla flotante. Tras escapar de la estación espacial en rumbo de colisión, el erizo cayó en un denso bosque de dicha isla, en el que enormes champiñones crecen exuberantemente.
El Death Egg cayó sobre un colosal volcán. Sonic se sintió bastante molesto al darse cuenta de que la estación espacial había vuelto a sobrevivir, y no se sentiría tranquilo hasta que esta fuera completamente destruida. El erizo se dio cuenta de que el Eggman no había terminado de reparar el Death Egg apropiadamente cuando intentó lanzarlo al espacio para que Sonic no lo destruyera, y eso causó que volviera a caer hacia la isla.
Justo luego de que Sonic llegó a esta conclusión, Knuckles salió por una puerta oculta detrás de un matorral, y miró en todas direcciones muy cuidadosamente. El erizo se ocultó para no ser visto; Knuckles cerró la puerta y se adentró en el bosque. Cuando el equidna desapareció, Sonic entró por la puerta oculta. Terminó en una pequeña habitación y quedó deslumbrado por una brillante luz. Esta luz venía de un resplandeciente anillo gigante.
Sonic no podía quitarle los ojos de encima a ese anillo luminoso. Creía que era maravilloso, pero cuando lo tocó con su mano, oyó un estridente y agudo sonido y comenzó a viajar a través de las dimensiones.
Cuando Sonic llegó al otro lado, se encontró en una gran habitación que jamás había visto antes. Le pareció extraño que el inmenso altar del centro de la habitación no tuviera nada de polvo encima. Cuando miró con más detalle la parte superior del altar, se llevó una gran sorpresa. En el centro del altar yacía la "Master Emerald", la más grande y poderosa de las Chaos Emeralds. Con su poder, la Master Emerald convirtió a las Chaos Emeralds en las Super Emeralds, unas gemas legendarias que permiten acceder a la Hiper Forma, está misma es muy superior a cualquier forma presentada en la franquicia.
Después de una larga travesía por Angel Island, Sonic llegaría nuevamente al altar de la Master Emerald, donde se enfrentaría a Knuckles, derrotándolo para continuar con su aventura, sin embargo, el Dr. Eggman llegaría al mismo altar y robaría la Master Emerald para usarla como una fuente de energía, Knuckles al darse cuenta de que había sido engañado por Eggman trataría de recuperar la Master Emerald, pero terminó electrocutado por Eggman.
Knuckles llevo a Sonic hacia Sky Santuary para que persiguiera al Doctor. Durante su camino, Sonic se encontró con Mecha Sonic, una versión mejorada del Mecha Sonic de Sonic 2. El combate no duró mucho, y Sonic finalmente lograría entrar al Death Egg. Sonic encontraría a Eggman y empezó una épica batalla, que terminaría en Hiper Sonic derrotando al Dr. Eggman, regresando la Master Emerald a Angel Island terminando así la historia de Sonic en Sonic & Knuckles

## Desarrollo o sistema de juego
Este videojuego es del género de las plataformas, que se basa en superar determinados niveles y obstáculos en escenarios 2D, cada uno con una ambientación diferente.
Sonic tiene como habilidad una gran velocidad, basándose en esta característica el espíritu del juego, exprimiendo esta idea en la mayoría de sus fases, además, puede realizar habilidades especiales si consigue un escudo, habiendo tres clases de escudos diferentes. Knuckles posee la habilidad de planear a través del aire, trepar por muchas paredes de los escenarios y dar puñetazos para destruir muros que Sonic no puede romper, pero es ligeramente más lento que Sonic y su habilidad de salto es levemente más corta.
El objetivo es guiar a Sonic por 7 zonas diferentes divididos en dos actos cada una (con una octava zona secreta desbloqueable, The Doomsday Zone). Jugando con Knuckles hay que recorrer 6 zonas. Al final de cada zona, los protagonistas deben vencer a Eggman. Cada primer acto se conecta directamente con el segundo, conservando cualquier escudo que el jugador pudiera tener. Después de cada batalla con Eggman, se muestra una pequeña animación que da la impresión de continuidad entre zonas. Esto muestra una viva figura del mundo de Sonic & Knuckles, Angel Island, contrastando con la lista arbitraria de zonas en los anteriores juegos de Sonic, las cuales, en su mayoría, no se relacionaban en absoluto con sus zonas "vecinas" en el juego.

## Zonas

### Mushroom Hill Zone
- Nombre en español: Zona de la Colina de Hongos

La Zona de la Colina de hongos es una ciénaga destacada. La escenografía posee tonos verdes y marrones que le dan un aspecto otoñal, y un sinfín de setos y hongos que hacen de "decorado", sirven para propulsar a los protagonistas hacia áreas elevadas, o incluso pueden hacerlos planear sobre el césped. Los Badniks que hay aquí tienen forma de libélulas gigantes, robots saltadores disfrazados de hongos, gallinas robots sopladoras de viento, polillas robots, robots similares a "Coconuts" que lanzan hongos, etc. En las batallas finales, Sonic y Knuckles se enfrentan a un robot talador de troncos y al mismísimo Eggman (o a un Eggrobo si se juega como Knuckles) en una zona que avanza con muchos postes que tienen bolas negras con picos que se deben evitar (en caso de Knuckles van más abajo las bolas que lo hace más difícil). Tras derrotarlos Sonic y Knuckles ven una fortaleza voladora sobrevolando y a sus enemigos huyendo por lo que se enganchan para seguirlos a la siguiente zona, Flying Battery.

### Flying Battery Zone
- Nombre en español: Zona de la Batería Voladora

La Zona de la Batería Voladora es una base flotante donde el Dr. Eggman fabrica las cápsulas contenedoras de animales que aparecen al final de los niveles de todos los juegos de Sonic. Figuran Badniks como escarabajos que disparan por sus cuernos, robots similares a ratas y bombas. Hay diferentes áreas en esta zona, desde lugares suspendidos en el aire donde se debe viajar colgado de manos, hasta sitios en donde máquinas lanzallamas y electroimanes detienen por momentos a los protagonistas del juego. En las batallas aparece una pseudocápsula con brazos aplanadores y Eggman aparece 2 veces: primero Sonic y Knuckles deben huir de un rayo láser controlado por Eggman que se mueve por el techo de una recámara, el cual, si se resiste lo suficiente, se detiene al destruirse a sí mismo debido a un aparente "fallo" por parte de Eggman durante su construcción, y luego se enfrentan a la máquina lanza fuego de Eggman (jugando con Knuckles, es Eggrobo quien aparece la primera vez, la segunda vez es un fallo del juego, pues aparece el Eggman en lugar del Eggrobo). Una vez terminada la pelea, Sonic y Knuckles corren hacia una compuerta para luego caer a la siguiente zona, Sandopolis.

### Sandopolis Zone
- Nombre en español: Zona de la Arenópolis

La Zona de la Arenópolis, las ruinas de la antigua ciudad de Sandopolis están ubicadas en el área de Egypth Mobius. Los Badniks de esta zona poseen forma de escorpiones, gusanos que nadan en arenas movedizas, robots camuflados como montículos de arena, etc. El primer acto transcurre a cielo abierto, en las ruinas de la ciudad, pero al finalizar este, una enorme pirámide escalonada emerge de la arena, y de la misma sale un gólem de roca que no puede ser vencido golpeándolo como los badniks, debiendo hacerlo caer en la catarata de arena que hay en el extremo izquierdo del nivel. El segundo acto transcurre en el interior mismo de la pirámide, en el que Sonic y Knuckles no solo deben evadir a los Badniks, sino también a los fantasmas que aparecen a medida que la luz de las catacumbas se apagan (se pueden volver a encender con una agarradera que al colgarse de ella se encienden las luces de la pirámide). El enemigo final del primer acto es la primera versión del Egg Golem, mientras que en la final del segundo acto, los espinosos mamíferos deben vencer a un Egg Golem mecánico cuya mitad inferior está enterrada bajo la arena; este robot es manejado por Eggman, que se encuentra en su interior. Al finalizar la zona, Sonic y Knuckles caen a un agujero que los lleva a la siguiente zona, Lava Reef.
Nota: Egypth Mobius podría ser una referencia al hogar de Sonic en los cómics.

### Lava Reef Zone
- Nombre en español: Zona del Arrecife de Lava

La Zona del Arrecife de Lava es un conjunto de cavernas subterráneas y áreas intraterrenas que rodean la cámara magmática del volcán principal de Angel Island. El primer acto está formado por rocas marrones-amarillentas y "charcos" de lava, mientras que el segundo es más oscuro ya que se encuentra a mayor profundidad; las rocas son oscuras, hay menos lava pero más precipicios, y en las paredes hay adheridos cristales volcánicos, amatistas, y esmeraldas (comunes y corrientes, no Esmeraldas del Caos). Los Badniks de esta zona suelen ser robots camuflados como piedras que luego explotan, gusanos metálicos que se desplazan por el aire, máquinas que emiten gases venenosos, entre otros. El enemigo del final del primer acto es una mano mecánica gigante que intenta aplastar a Sonic y a Knuckles; esta mano se esconde por momentos, y cuando lo hace, dos aparatos serpenteantes que disparan balas redondas salen en su lugar. El enemigo final del segundo acto para el caso de Sonic está compuesto por 4 etapas: primero Knuckles lanza una piedra gigante aventando a Sonic hacia abajo; esta acción no quita anillos (Rings) solo de animación. Para la segunda, la propia Death Egg dispara un gran resplandor desde sus dos globos oculares biónicos que hace arder toda la zona al completo, que antes permanecía seca. En la tercera, es el propio Eggman, en un aparato volador, es quien trata de perseguir a Sonic disparando múltiples misiles que van destruyendo la zona progresivamente. Finalmente, tras descender por una gran catarata de magma, Eggman ataca bajo la lava, y tuerce sus cimientos para que Sonic se dirija hacia su trampa mortal, consistente en lanzar minas puntiagudas que flotan sobre la roca fundida incandescente mientras esta va inclinándose por obra del Doctor; la única manera de vencerlo en este caso es hacer que dichas minas impacten contra la máquina que Eggman usa para que se dirijan hacia Sonic. Tras derrotar a Eggman, Sonic corre sin detenerse a la siguiente zona, Hidden Palace (jugando con Knuckles, no hay que pelear contra Eggman al final del segundo acto; Knuckles no se enfrentará a ningún jefe en el Acto 2, pasando a la siguiente zona sin más).

### Hidden Palace Zone
- Nombre en español: Zona del Palacio Oculto

No debe confundirse con la zona eliminada del mismo nombre de Sonic the Hedgehog 2.
La Zona del Palacio Oculto es el templo intraterreno construido por los ancestros de Knuckles para almacenar la Master Emerald (Esmeralda Principal) junto a las Esmeraldas Caos. Su apariencia es muy similar al Acto 2 de Lava Reef Zone, con la excepción de que aquí el suelo, el techo, y las columnas del palacio están revestidos con zócalos de colores brillantes, y hay unos aparatos teletransportadores que permiten subir hasta sitios más altos, aunque sólo tiene un acto (al igual que Sky Sanctuary y The Doomsday) es la zona más bella junto con Sky Sanctuary. Esta zona no alberga Badniks, pero jugando con Sonic debes enfrentar a un enemigo mucho más fuerte que él: Knuckles. Sonic y Knuckles pelean en una cámara especial hecha completamente de zócalos de colores brillantes sin rastro alguno de la apariencia rocosa del segundo acto de Lava Reef. En esta espaciada y amplia cámara se puede apreciar en las paredes del fondo un antiguo mural de gran tamaño que muestra imágenes ancestrales muy misteriosas e intrigantes, pero Sonic debe concentrarse en defenderse de Knuckles porque el equidna le ataca constantemente lanzándole puñetazos, tacleando con el Spin Dash, y acometiendo a Sonic con la técnica del vuelo. Además, Knuckles puede bloquear los ataques de Sonic, por lo que se cubre cada vez que el erizo intenta golpearlo con el Spin Dash. Tras vencer a Knuckles, el guardián escapa y el erizo le sigue, encontrándose ambos en el altar de la Master Emerald que está en el salón contiguo. Allí, aparece Eggman y le revela su traición a Knuckles al robarle la Master Emerald que yacía en ese lugar. Knuckles intenta proteger la poderosa gema y la sujeta fuertemente, pero Eggman usa las armas de su Egg Mobile para electrocutar al guardián, haciendo que se desmaye momentáneamente y aprovechando ese breve período de tiempo para llevarse la gigantesca esmeralda. Cuando Knuckles se reincorpora, entiende como era que Eggman es el malvado y Sonic es el héroe, y decide unir fuerzas con el erizo, guiándolo hacia un teletransportador secreto que le permite ascender a los cielos para alcanzar a Eggman, quien ha escapado tras reactivar el Death Egg con la energía de la Master Emerald que le robó a Knuckles.

### Sky Sanctuary Zone
- Nombre en español: Zona del Santuario del Cielo

La Zona del Santuario del Cielo es el templo flotante construido por los ancestros de Knuckles donde los monjes y sabios guerreros enseñan su filosofía y practican las artes marciales (similar a los templos Shaolin y Wudang). Estos sacerdotes de la esmeralda no aparecen en el juego ya que Eggman sitió el lugar con sus Badniks Eggrobo y ellos debieron huir para planear un contraataque. Esta zona es muy corta (sólo tiene un acto) pero es una de las más bellas de todas (al igual que Hidden Palace). Construida con piedras brillantes amarillas y verdes, posee fuentes de aguas transparentes, y tiene vegetales colgantes que adornan el suelo y las paredes. El enemigo de este nivel es nada menos que Mecha Sonic (no confundirlo con Metal Sonic), que ataca de manera diferente según el personaje que se elija, ya que con Knuckles, esta es la zona final. En el caso de que el jugador escoja a Sonic, Mecha Sonic le ataca con antiguas máquinas de Eggman procedentes de los juegos anteriores Sonic the Hedgehog (El robot jefe de Green Hill Zone) y Sonic the Hedgehog 2 (El robot jefe de Metropolis Zone), hasta batirse en un duelo mano a mano en lo más alto del santuario; cuando se logra derrotar a Mecha Sonic, la parte superior del santuario empieza a derrumbarse, obligando a Sonic a saltar a la última torre del mismo que sigue en pie, y recorrer corriendo una pasarela en espiral construida alrededor de la misma, al mismo tiempo que la propia torre va derrumbándose también, acercándose cada vez más a la altura del Death Egg, hasta que al llegar al final de la torre, Sonic salta en dirección al Death Egg, logrando sujetarse de ella y colarse dentro mientras despegan hacia el espacio exterior. Con Knuckles, EggRobo le atrapará, apareciendo luego Mecha Sonic y destruyendo al robot de Eggman por error al tratar de matar a Knuckles, pero fallando en su objetivo debido a que el guardián muy hábilmente se escapa volando. De esta forma el erizo androide pasa a ser el principal enemigo del equidna rojo. Mecha Sonic absorbe poderes de la Esmeralda Maestra para convertirse en Super Mecha Sonic, y ataca a Knuckles lanzándole esferas de energía y si le gana Knuckles, se derrumbara una parte del piso donde sale volando pero llega Sonic con el avión Tornado de Tails para recogerlo. Una vez finalizada la batalla, Mecha Sonic explotará en pedazos y el santuario empezará a derrumbarse. Justo cuando se le daba por muerto a Knuckles, Sonic lo rescata en el último momento en su avión Tornado, evitando así que el equidna cayera al vacío (aunque eso no hubiera sido problema para Knuckles, ya que puede volar).

### Death Egg Zone
- Nombre en español: Zona del Huevo de la Muerte

La Zona del Huevo de la Muerte es la ya conocida fortaleza espacial de Eggman. Muy ampliada con respecto a la que aparece en el juego Sonic the Hedgehog 2, donde la fase consistía únicamente en vencer a los dos enemigos finales. Esta zona es aquí una zona completa que cuenta con dos actos, está llena de colorido, velocidad, aparatos nuevos, y Badniks. En el acto 2, hay partes que alteran la gravedad. Al final del primer acto, Sonic debe destruir la computadora de la nave, que posee un ojo vigilante y está protegida con un excelente sistema de seguridad. El ordenador se encuentra empotrado en una gruesa columna metálica, pero al destruir las armas esféricas del sistema de seguridad, las cuales una a una estallan arrojando pinchos en todas direcciones cuando se le da un golpe al ordenador, la máquina abandona su posición estática y comienza a moverse flotando de un lado a otro, protegiéndose con dos piezas móviles dotadas de púas metálicas en su parte inferior que giran lentamente a su alrededor, y cada vez que se logra darle un nuevo golpe, estas empiezan a girar a toda velocidad mientras la máquina avanza hacia Sonic, en un evidente intento de lastimarlo con las púas de las piezas móviles, al tiempo que se activa un poderoso láser desde su parte inferior, que se dispara en forma continua hasta que la máquina recupera su estado de vigilante tranquilidad. La máquina que eligió Eggman para detener a Sonic al final del segundo acto es una versión en miniatura del Death Egg, que es manejada por el doctor desde un panel de control ubicado detrás de un "tubo alternador de gravedad". Sonic puede usar este tubo, y otro igual que se encuentra del otro lado de la habitación, para llevarse a sí mismo del suelo al techo y viceversa. El Mini Death Egg ataca con pequeñas bombas lanza pinchos que se mueven de lado a lado antes de estallar, y está protegido con un escudo sólido que hace rebotar a Sonic si lo golpea, programado para rastrear la presencia de Sonic, y ponerse en el punto adecuado del "Mini Death Egg" para bloquear cualquier intento de Sonic de golpearlo; el "Mini Death Egg", sin embargo, no está programado para rastrear y bloquear los impactos de las bombas lanza pinchos que lanza, debiendo el jugador valerse de la alternación de gravedad que se logra gracias a los tubos, para hacer que sean las bombas lanza pinchos las que ataquen al "Mini Death Egg" en vez de Sonic personalmente, haciendo que se estrellen contra él al hacerlas subir de golpe alternando su gravedad.
El robot que utiliza Eggman en la batalla final es una reedición del Metal Eggman de Sonic the Hedgehog 2, solo que mucho más grande, tan grande que en la pantalla solamente se ve la parte superior de su torso, su cabeza, y sus manos sobre la plataforma donde está Sonic. Este conocido como Kyodai Eggman Robot, ataca al erizo azul de dos formas diferentes: primero trata de aplastarlo con las manos, y luego, si Sonic le destruye los dedos, perseguirá al erizo destruyendo la plataforma por donde él corre, le lanzará fuego por su nariz. Sonic tiene que golpear el pecho para que la Esmeralda aparezca y pueda golpearla para dañar al KER, aunque lanzará un poderoso rayo que tiene que ser evitado en lo más alto del salto; esto resulta sumamente difícil, pues como al dar un paso cada vez el robot levanta todo su torso, el rayo que dispara lo hace también, siendo capaz de cubrir casi por completo los márgenes de altura que Sonic puede alcanzar al saltar. Esto hace que los saltos de Sonic le permitan evadir el rayo sólo cuando el robot ha terminado de dar un paso, momento en que el torso no está levantándose. Después de eso, la zona comienza a tener una reacción en cadena que comienza a destruirla en pedazos y derrumbarse; el Dr. Eggman aparecerá y escapará con la Master Emerald agarrada a su Egg Mobile, donde Sonic debe perseguirlo evitando la lluvia de restos de la zona cayendo en llamas al planeta (Aunque eso no hace daño) y el suelo derrumbándose bajo sus pies golpeando el Egg Mobile varias veces hasta derrotarlo. Finalmente, Sonic logra hacerse con la Master Emerald mientras el Death Egg se desintegra.

### The Doomsday Zone
- Nombre en español: Zona del Juicio Final

La Zona del Día del Juicio Final es el nivel final para Sonic, solo si posee las siete Esmeraldas del Caos (en caso de no obtenerlas todas Death Egg Zone será la última zona). En esta zona, Eggman vuela por el espacio con su Death Egg Robot MK2 orbitando Mobius y llevándose consigo la Esmeralda Maestra. Sonic se transforma en Hyper Sonic para perseguir al Eggman, que, montado en su gigantesco robot, parece inalcanzable. Hyper Sonic debe impedir que el Death Egg Robot MK2 se quede con la Esmeralda Maestra, pero no es tarea fácil, ya que debe evadir los fragmentos de asteroides que orbitan el planeta al igual que los misiles que le lanza la máquina de Eggman, y todo esto antes de acumular anillos y evitar que el contador de Anillos llegue a 0, porque si esto sucede, perderá su forma y caerá al vacío, arrastrado por la gravedad del planeta, y perdiendo una vida.
El duelo final se desarrolla en 2 etapas: primero, Sonic debe alcanzar a la nave blindada de Eggman, que lanza numerosos misiles rastreadores y bombas en forma de bola, muy dañinas para el erizo, que debe hacer que dichos misiles se dirijan a la cabeza de la nave e impacten allí, dado que es el único punto débil del vehículo espacial de Eggman, y solo es vulnerable a sus propios misiles. Tras su destrucción, se revela que en realidad esta nave era una coraza que protegía a la versión definitiva del Death Egg Robot MK2 que se encuentra en su interior, y es allí en donde realmente está Eggman piloteando la nave. Por lo tanto, lo que Hyper Sonic logró destruir con los misiles no era más que la coraza, y el Death Egg Robot MK2 seguía en pie, ya que Robotnik no se rindió y logró escapar con la Esmeralda Maestra más rápidamente que nunca. Hyper Sonic tendrá que aumentar su velocidad ya que esta nueva máquina es mucho más veloz que la anterior. El Doctor soltará misiles y bombas de caída libre para frenar al erizo. Tras la derrota definitiva del Death Egg Robot MK2, Sonic depende del espacio y logra conseguir la Esmeralda Maestra y derrotar a Eggman de una vez por todas en una espectacular escena final, en donde posteriormente es recogido por Tails con su avión Tornado, y ambos llevan la Esmeralda Maestra a la Isla Ángel para regresársela a su dueño legítimo; Knuckles the Echidna, el guardián de la Esmeralda Maestra.
Hay 2 finales que explican cosas en el juego: 1- Que uno de los EggRobos de Sky Sanctuary se reactiva luego de recibir un daño extenso. Este EggRobo es el que lucha contra Knuckles en su historia. 2- Que Mecha Sonic destruido en la batalla con Sonic cuando la zona colapsa se reactiva quedándose con la Esmeralda Madre y en el final de los créditos Angel Island cae de vuelta al océano sin tener la energía de la Esmeralda Madre en el altar en Hidden Palace que lo ayude a elevarse y sólo Knuckles tendrá que recuperarla luchando contra Mecha Sonic de nuevo en Sky Sanctuary.

## Estructura del juego
Véase también: Sonic the Hedgehog 3.
Esta vez el juego se enfoca en Sonic, así como en Knuckles, que no era aún utilizable en Sonic 3. En cambio, Tails no se encuentra disponible en esta entrega. Hay en esencia dos historias distintas a abordar, dependiendo de qué personaje se elija al inicio. Aunque la apariencia de las zonas es la misma para ambos personajes, su estructura y algunos de los ataques de los enemigos tienen diferencias notables en varios puntos del juego, que se hacen más evidentes desde Lava Reef Zone, debido entre otras cosas a la diferencia de tiempo que hay en la historia entre ambos personajes. Sin embargo, el estilo del juego no difiere entre uno y otro personaje como ocurre, por ejemplo, en Sonic Adventure.

## Trucos
Level Select: En Mushroom Hill, al colgarse de uno de los ascensores, se deben apretar los botones Izquierda (x3), Derecha (x3), Arriba (x3); después se pausa el juego y se pulsa A para volver a la pantalla de título; ahora, al seleccionar un personaje, se pulsan A y Start a la vez.

## Tecnología "Lock-On"

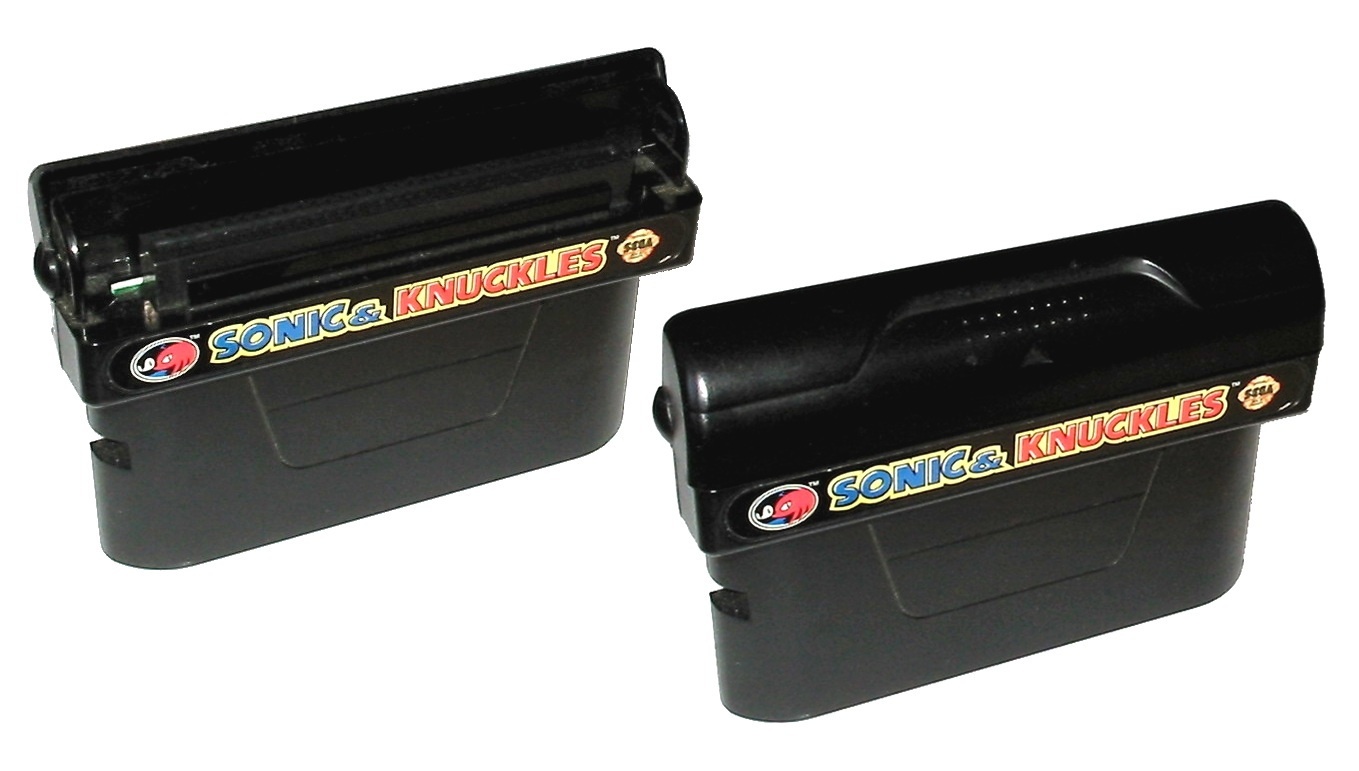
El cartucho de Sonic & Knuckles mostrando la ranura superior donde se podía acoplar otro cartucho (tecnología "Lock-on")

Sonic & Knuckles tiene la capacidad de "parchear" Sonic the Hedgehog 2 y Sonic the Hedgehog 3 de forma que nuevos niveles, personajes, y escenas de título aparezcan en los juegos. El "cartucho especial" de Sonic & Knuckles, que permite enlazar juegos, posee en la parte superior una ranura (slot) similar a la de la consola de videojuegos, en donde se conectan los cartuchos que se quieren enlazar. Enlazándolo con Sonic the Hedgehog 3 aparecerá el juego Sonic 3 & Knuckles.
También es posible conectarlo al juego Sonic the Hedgehog, para obtener el Blue Sphere, un juego que recopilaba las fases especiales de Sonic the Hedgehog 3 y Sonic & Knuckles como también conectarlo al juego Sonic the Hedgehog 2 y poder jugar los niveles de dicho juego con el personaje Knuckles.
Esta tecnología "Lock-On" fue una forma del Sega Technical Institute de compensar el no haber tenido listo el Sonic 3 para la fecha límite. Originalmente, Sonic 3 tendría a Knuckles como personaje utilizable, e incluiría todos los niveles de Sonic & Knuckles (la pantalla de selección de nivel de Sonic 3 muestra una serie de niveles de S&K inaccesibles, aunque se puede oír la música de éstos). Las restricciones de tiempo los obligaron a cortar en dos el proyecto, publicando Sonic 3 con los niveles completos y trabajando aún en los incompletos, añadiendo además las "Super Emeralds" y el truco de los juegos "parcheados". De hecho, Sonic 2 tuvo alguna vez problemas similares, que resultaron en borrar Hidden Palace Zone y varios otros niveles que se habían planeado originalmente (por ejemplo, Sand Shower Zone y Wood Zone).
Recientemente, después del descubrimiento de más de mil prototipos de diferentes consolas provenientes de unos Back-Ups de Sega of America, se ha confirmado que hubo en desarrollo una versión de Sonic 3 & Knuckles en un solo cartucho. Esta versión, llamada internamente como "Sonic 3C" (Sonic 3A es el Sonic 3 que salió al público y Sonic 3B es Sonic & Knuckles), es simplemente, en un solo cartucho, Sonic 3 con los niveles de Sonic & Knuckles, que aún estaban en desarrollo. Esta edición nunca vio la luz del día como versión final.

### Sonic the Hedgehog 3 & Knuckles
- Select Level: En Angel Island, al colgarse de una de las lianas, se ha de pulsar la siguiente combinación de botones: izquierda (x3), derecha (x3), arriba (x3). Tras esto, se debe pausar el juego y presionar el botón A. Por último, en la pantalla de presentación, se debe pulsar A+Start.
- Debug Mode: Después de haber hecho el truco anterior, el usuario ha de estar en Mushroom Hill Zone, y repetirlo ahí, tal como se hace en el Sonic & Knuckles cuando se lo usa sin conectar a otro juego (como se describe al principio de esta sección). Los comandos del depurador son iguales a los del Sonic the Hedgehog 3, con la adición de que el botón A ya no se usa como botón de acción, sino que sirve para invertir la fuerza de gravedad (fuerza G). El único botón disponible como botón de acción es el C.

### Knuckles the Echidna in Sonic the Hedgehog 2
- Select Level: En la pantalla de presentación pulsar: arriba (x3), abajo (x3), izquierda, derecha (x2). Después, presionar A+Start.
- Debug Mode: Después de hacer el truco de Select Level, hay que dirigirse a la opción "Sound Test" de esa misma pantalla y oír un poco de cada una de las siguientes músicas: 1, 9, 9, 4, 1, 0, 1, 8. Después, se debe presionar A+Start al seleccionar un nivel.
- All Chaos Emeralds: En el Sound Test escuchar las músicas 1, 6, 7, 7, 7, 2, 1, 6.